# Општина Мошна (Сибињ)
Мошна (рум. Moşna) општина је у Румунији у округу Сибињ.
Oпштина се налази на надморској висини од 461 m.